# John Dolan
John Patrick Dolan (nacido el 8 de junio de 1962) es un prelado estadounidense de la Iglesia Católica que se ha desempeñado como el obispo en la Diócesis de Phoenix en Arizona desde agosto de 2022.

## Biografía
John Dolan nació el 8 de junio de 1962 en San Diego, California, de Catherine y Gerald Dolan, el séptimo de nueve hijos. Dolan asistió a la Escuela de la Madeleine en San Diego y a la Escuela Secundaria de la Universidad de San Diego . Después de graduarse de la escuela secundaria en 1981, Dolan decidió convertirse en sacerdote. Se matriculó en el Seminario St. Francis, una casa de formación en el campus de la Universidad de San Diego (USD). 
Después de recibir una licenciatura en filosofía de St. Francis en 1985, Dolan ingresó al Seminario y Universidad de Saint Patrick en Menlo Park, California. Obtuvo su Maestría en Divinidad y Maestría en Teología de Saint Patrick's en 1989.

## Sacerdocio
El 1 de julio de 1989, Dolan fue ordenado sacerdote en la Iglesia San Rafael en Rancho Bernardo, California, para la Diócesis de San Diego por el obispo Leo Maher.  La diócesis asignó a Dolan como pastor asociado en la parroquia de St. Michael en San Diego. Fue trasladado en 1991 a la parroquia de Santa Sofía en Spring Valley, California, para servir allí como pastor asociado.  Fue nombrado director de vocaciones de la diócesis en 1992. Dolan fue nombrado párroco de la parroquia St. Mary Star of the Sea en Oceanside, California en 1996. Dejó St. Mary en 2001 para servir como párroco durante un año en la parroquia de St. Michael en San Diego. En 2002, Dolan se convirtió en párroco de Santa Rosa de Lima en Chula Vista, California . Después de 12 años en St. Rosa, Dolan fue transferido en 2014 para ser párroco de Saint Michael en Poway, California . El obispo Robert W. McElroy nombró a Dolan vicario episcopal para el clero en 2016. 

## Obispo Auxiliar de San Diego
El 19 de abril de 2017, el Papa Francisco nombró a Dolan obispo auxiliar de San Diego y obispo titular de Uchi Maius .   El 8 de junio de 2017, fue consagrado obispo por el obispo Robert W. McElroy en la iglesia Santa Teresa del Carmelo en Del Mar, California, con los obispos Robert Brom y Richard García actuando como co-consagradores.  Como obispo auxiliar, Dolan continuó sirviendo como vicario para el clero y fue nombrado moderador de la curia en 2017.

## Obispo de Phoenix
El 10 de junio de 2022, Francisco nombró a Dolan obispo de Phoenix, Arizona. Se instaló como obispo el 2 de agosto de 2022. 
Dentro de la Conferencia de Obispos Católicos de los Estados Unidos (USCCB), Dolan es miembro de la Campaña Católica para el Desarrollo Humano y del Subcomité de Relaciones Africanas.
Dolan ha perdido a tres hermanos y a un cuñado por suicidio. En 2022, estableció  en la diócesis una oficina para el Ministerio de Salud Mental. Se desempeña como capellán de la Asociación Nacional de Ministros Católicos de Salud Mental y es coeditor de dos libros escritos por la asociación sobre el suicidio:
- Responding to Suicide (2020) [11]
- When a Loved One Dies by Suicide (2020) [12]